# Nikola Mitrevski
Nikola Mitrevski (Bitola, 3 de octubre de 1985) es un jugador de balonmano macedonio que juega de portero en el Eurofarm Pelister. Es internacional con la selección de balonmano de Macedonia del Norte.

## Palmarés

### Vardar
- Liga de Macedonia de balonmano (1): 2009
- Copa de Macedonia de balonmano (1): 2008

### Metalurg
- Liga de Macedonia de balonmano (3): 2011, 2012, 2014
- Copa de Macedonia de balonmano (2): 2011, 2013

### Benfica
- Copa de Portugal de balonmano (1): 2016
- Supercopa de Portugal de balonmano (1): 2016

### Constanta
- Copa de Rumania de balonmano (1): 2018

### Oporto
- Liga de Portugal de balonmano (3): 2021, 2022, 2023
- Copa de Portugal de balonmano (1): 2021

## Clubes
- RK Pelister (2005-2007)
- RK Vardar (2007-2010)
- RK Metalurg Skopje (2010-2015)
- SL Benfica (2015-2017)
- HCM Constanţa (2017-2019)
- Eurofarm Rabotnik (2019-2020)
- FC Oporto (2020-2024)
- Eurofarm Pelister (2024- )